# Lehigh (Kansas)
Lehigh es una ciudad ubicada en el condado de Marion en el estado estadounidense de Kansas. En el año 2010 tenía una población de 175 habitantes y una densidad poblacional de 218,75 personas por km².

## Geografía
Lehigh se encuentra ubicada en las coordenadas 38°22′24″N 97°18′10″O / 38.37333, -97.30278 (38.373447, -97.302907).

## Demografía
Según la Oficina del Censo en 2000 los ingresos medios por hogar en la localidad eran de $38,958 y los ingresos medios por familia eran $41,875. Los hombres tenían unos ingresos medios de $35,000 frente a los $20,714 para las mujeres. La renta per cápita para la localidad era de $14,554. Alrededor del 8.6% de la población estaban por debajo del umbral de pobreza.